# Balthasar van den Bossche
Balthasar van den Bossche (van den Bosch), född 1681, död 1715, var en flamländsk målare.
van den Bossche var verksam i Frankrike och Antwerpen, där han slutligen blev direktör för konstakademin. Han målade porträtt, interiörer och andra vardagsstycken. Bossche är representerad vid bland annat Hallwylska museet. och Nationalmuseum